# Загеданское сельское поселение
Загеданское се́льское поселе́ние — муниципальное образование в Урупском районе Карачаево-Черкесии Российской Федерации.
Административный центр — посёлок Загедан.

## История
Статус и границы сельского поселения установлены Законом Карачаево-Черкесской Республики от 6 марта 2006 года № 13-РЗ «от 24 февраля 2004 года № 84-РЗ «Об административно-территориальном устройстве Карачаево-Черкесской Республики»

## Население
| 2002 | 2010 | 2012 | 2013 | 2014 | 2015 | 2016 |
| ---- | ---- | ---- | ---- | ---- | ---- | ---- |
| 206  | ↗233 | ↘225 | →225 | ↘219 | ↘217 | ↗218 |
| 2017 | 2018 | 2019 | 2020 | 2021 | 2023 | 2024 |
| ↘212 | →212 | ↗213 | ↘212 | ↗377 | ↘373 | ↘372 |
| 2025 |      |      |      |      |      |      |
| ↘370 |      |      |      |      |      |      |

## Состав сельского поселения
| № | Населённый пункт | Тип населённого пункта          | Население |
| - | ---------------- | ------------------------------- | --------- |
| 1 | Дамхурц          | посёлок                         | ↗40       |
| 2 | Загедан          | посёлок, административный центр | ↗114      |
| 3 | Пхия             | посёлок                         | ↗223      |